# ナカドーチェス (テキサス州)
ナカドーチェス（Nacogdoches [ˌnækəˈdoʊtʃᵻs]）は、アメリカ合衆国テキサス州東部に位置する都市。ヒューストンの北北東約225km、ダラス・フォートワースの南東約290km、ルイジアナ州との州境から西へ約80kmに位置する。人口は32,996人（2010年国勢調査）。ナカドーチェスに郡庁を置くナカドーチェス郡1郡のみから成る小都市圏は64,524人（2010年国勢調査）の人口を抱えている。
ナカドーチェスは「テキサス州最古の町」と呼ばれ、その起源は1716年にスペインによって建てられた伝道所に遡る。1779年には、スペイン人交易者アントニオ・ギル・イバルボとその一団によって町が創設された。町の中心部に建てられた「オールド・ストーン・フォート」は、やがてアメリカ合衆国からテキサス辺境への玄関口となった。
また、ナカドーチェスはスティーブン・F・オースティン州立大学の大学町でもある。同学はナカドーチェスの地域経済・文化の両面において、市に大きな影響を及ぼしている。

## 歴史
ナカドーチェス・コンベンション・観光局は市のプロモーション資料において、ナカドーチェスを「テキサス州最古の町」と記述している。また、ナカドーチェスには歴史上、所謂「テキサスの六旗」のほか、グティエレス・マギー探検隊、ロング共和国、およびフレドニア共和国の3つを加えた9つの旗が翻った。
ナカドーチェスの「九旗」
- 「テキサスの六旗」
  -  スペイン: 1519-1685年, 1690-1821年
  -  フランス: 1685-90年
  -  メキシコ: 1821-36年
  -  テキサス共和国: 1836-45年
  -  アメリカ合衆国: 1845-61年, 1865年以降
  -  アメリカ連合国: 1861-65年
- 上記以外
  -  グティエレス・マギー探検隊: 1812-13年
  -  ロング共和国: 1819年
  -  フレドニア共和国: 1826-27年

10,000年前には、この地には既に人が住み着いていたとする痕跡が見つかっている。カドー族のネイティブ・アメリカンは、この地にネバンティンと呼ばれる村を創っていた。その後19世紀初頭に至るまで、カドー族はこの地に住み着いていた。
1716年、スペインはこの地にヌエストラ・セニョーラ・デ・グアダルーペ・デ・ロス・ナカドーチェスという伝道所を建てた。これがこの地にヨーロッパ人が建てた最初の建物であった。また、ほぼ同じ頃、現在のルイジアナ州北西部、既にフランスが交易所を設けていたナケテシュの西20マイル（32km）の地点にも、ロス・アダエス伝道所（後のロス・アダエス砦）が建てられた。しかし、1760年代に入ると、フレンチ・インディアン戦争で敗北したフランスがこの地から撤退し、またスペインも伝道所の維持には費用がかかり過ぎると判断するようになった。やがて1772年、スペインはこの地のスペイン人入植者全てに対して、サンアントニオに引き揚げるように命じた。中には喜んで原野から脱け出した者もいたが、その一方で、兵士に家を追われた者もいた。41年間にわたってテキサス植民地の主都となっていたロス・アダエス砦もまた、このときに放棄された。
1779年春、スペイン人交易者で、入植者のリーダーとして頭角を現し始めたアントニオ・ギル・イバルボ大佐は、グループを率いてナカドーチェスに戻ってきた。同年夏、スペインはナカドーチェスを「町」に指定し、それ故ナカドーチェスはテキサス最初の「町」となった。イバルボはこの新しい町の副総督として法規を制定し、街路を区画した。イバルボによるこの区画では、エル・カミノ・レアル（英名オールド・サンアントニオ・ロード、現テキサス州道21号線）およびラ・カジェ・デル・ノルテ（英名ノース・ストリート）の交差点が町の中心とされ、メインとなる街路には交易の拠点とするための石造の家屋が建てられた。今日「オールド・ストーン・フォート」として知られるこの家屋は、やがてアメリカ合衆国からテキサス辺境への玄関口としての役割を果たすようになっていった。

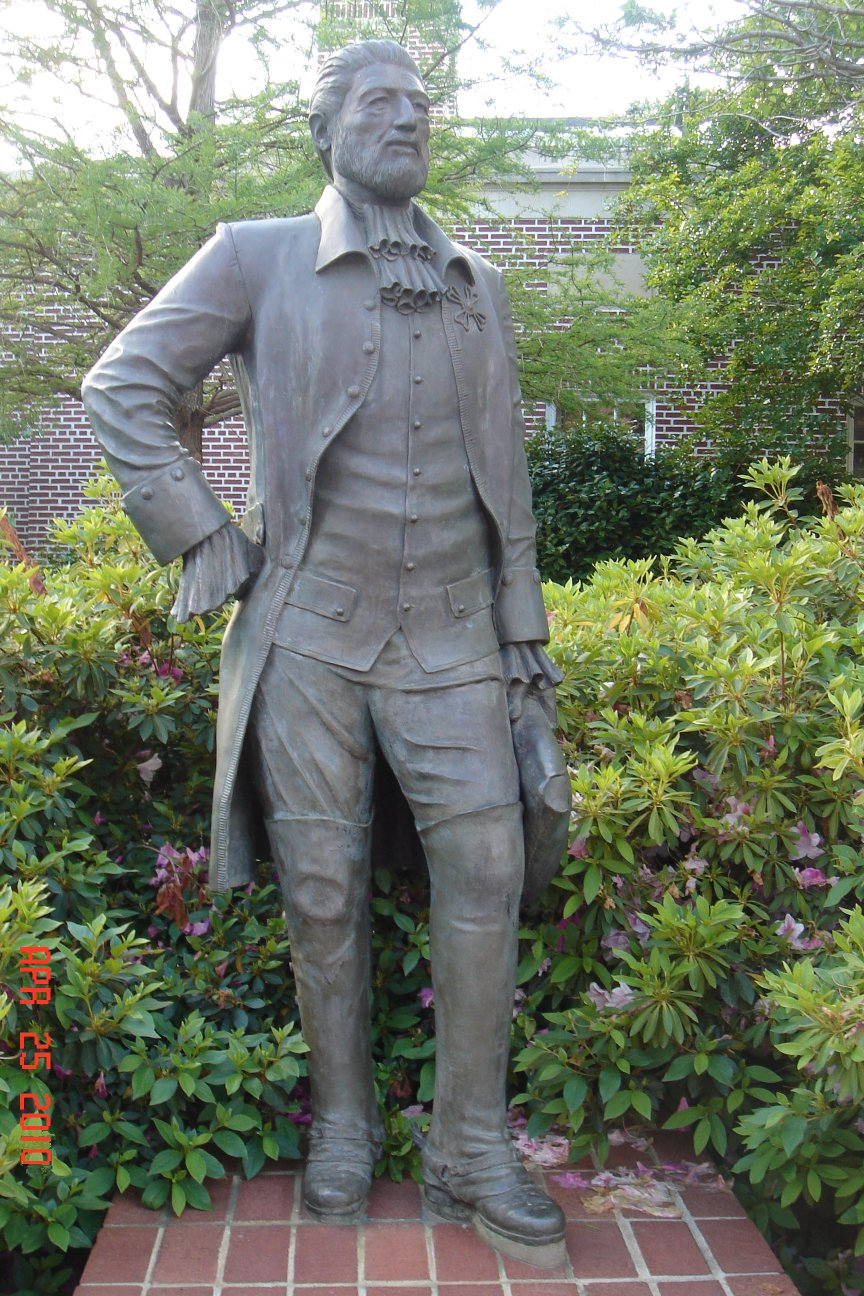
アントニオ・ギル・イバルボの像

1820年代に入ると、アメリカ人がナカドーチェスに入植し始め、テキサス初の英語紙を刊行した。しかし、18世紀にナカドーチェスで初めて刊行された新聞紙はスペイン語のものであった。このスペイン語の新聞紙は、現在では地元の博物館で保存・展示されている。
1832年のナカドーチェスの戦いでは、連邦制を支持すべく入植者が一丸となって戦い、メキシコ軍を東テキサスから追放した。

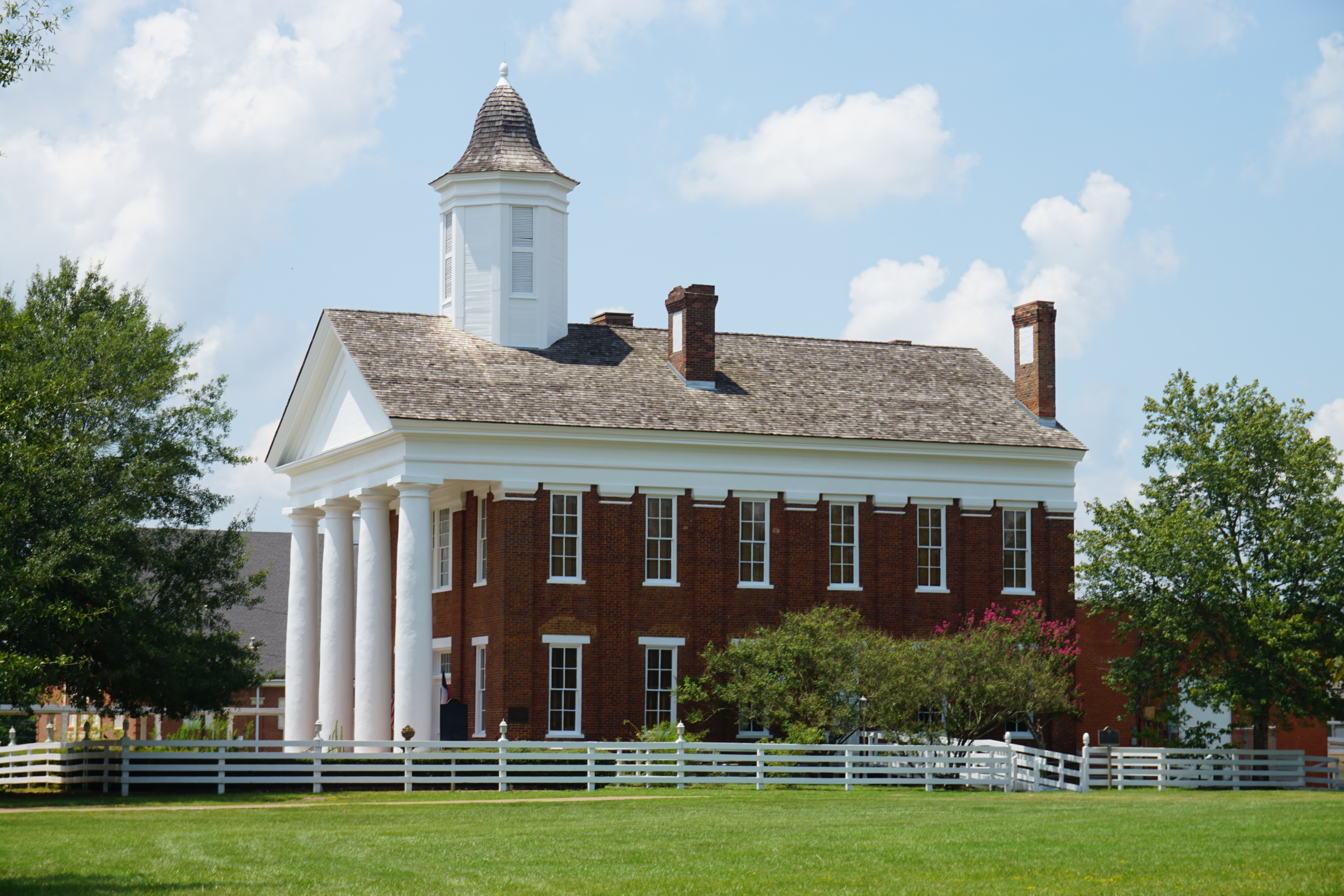
旧ナカドーチェス大学校舎。1971年に国家歴史登録財に登録されている。

ナカドーチェスへの初期のアングロサクソン系入植者の中でも、最も著名な者としてはトーマス・ジェファーソン・ラスクが挙げられる。ラスクはサンジャシントの戦いで戦功を挙げたテキサス独立戦争の退役軍人で、テキサス独立宣言の署名者でもあり、テキサス共和国においては陸軍長官を務めた。その後、ラスクはテキサス連邦加入委員会の会長を務め、テキサスが連邦に加入した後は、サミュエル・ヒューストンと共に、テキサス州から初めて選出された連邦議会上院議員を務めた。また、ラスクはナカドーチェス大学の創立にも尽力した。この大学は1845年に創立し、1895年まで存続した。しかし、妻の不慮の死の後、ラスクは抑うつを患い、1857年7月29日に自殺した。
また、サミュエル・ヒューストンも、テキサス独立戦争までの4年間にわたってナカドーチェスに住み、町の中心部で法律事務所を開いていた。
1859年、テキサス初の油井がこの地で操業を開始した。しかしこの油井は、その後1901年に操業を開始したボーモント近郊のスピンドルトップほどには知られることはなかった。ライン・タリアフェロ・バレットによって始められたこの油井の操業は、南北戦争が開戦すると中断された。終戦後、バレットはナカドーチェスの東13マイル（20km）、オイルスプリングスに戻り、1865年に別の採掘権を得て、翌1866年9月12日に、地下106フィート（32m）で石油を掘り当てた。この油井は日量8-40バレル、平均すると10バレル前後を産出した。しかし1868年、原油価格の暴落により、バレットは経済的な後ろ盾を失い、石油採掘プロジェクトを降りざるを得なくなった。その後20年間、この油田は休止状態であったが、1889年、複数の採掘会社がこの油田に40の油井を掘削した。しかし、この油田からはあまり大量の原油を産出することはできず、1890年の産出量はわずか54バレルにとどまった。それでもなお、この油井がテキサス最古のものであることには変わりが無く、採掘は1950年代まで続いた。

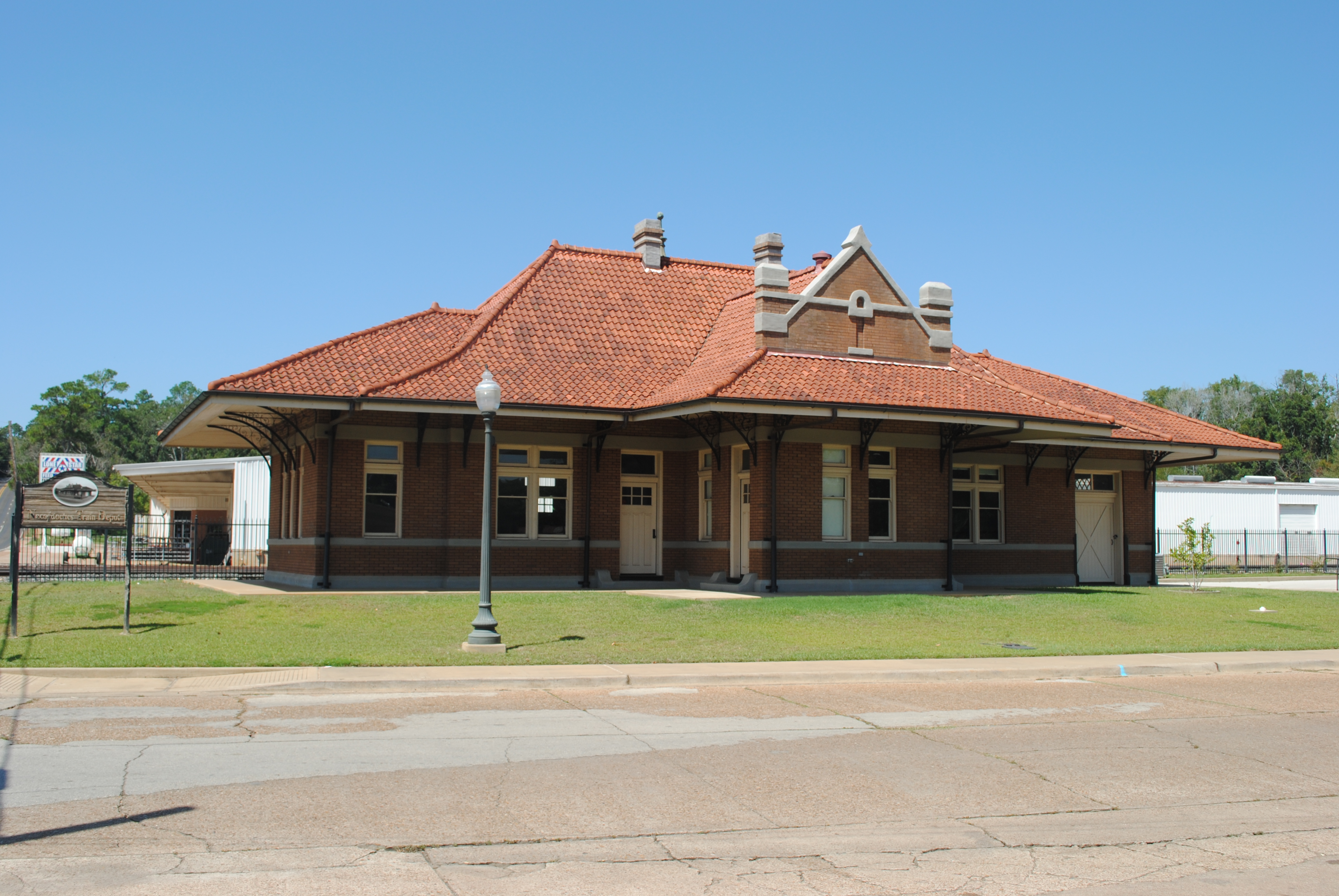
修復された旧ナカドーチェス駅

南北戦争後のレコンストラクション期には、南部の他地域同様、ナカドーチェスは停滞した。しかし1880年頃になると、ナカドーチェスの中心部にはレンガ造の建物が建ち並ぶようになり、市最初の銀行も設立された。1882年には、ヒューストン・イースト・アンド・ウェスト・テキサス鉄道（現サザン・パシフィック鉄道）がナカドーチェスまで開通した。1923年には、地元住民によるロビー活動の甲斐もあり、スティーブン・F・オースティン州立大学の前身となる、スティーブン・F・オースティン師範学校が開校した。
2003年2月1日、スペースシャトル「コロンビア号」が地球の大気圏に再突入する際、テキサス州東部上空で空中分解事故を起こした。その残骸はテキサス州北東部・ルイジアナ州北西部・アーカンソー州南西部にまたがる、所謂「アークラテックス」（Ark-La-Tex）地域に広く散乱したが、中でもナカドーチェスでは数多くの残骸が回収された。

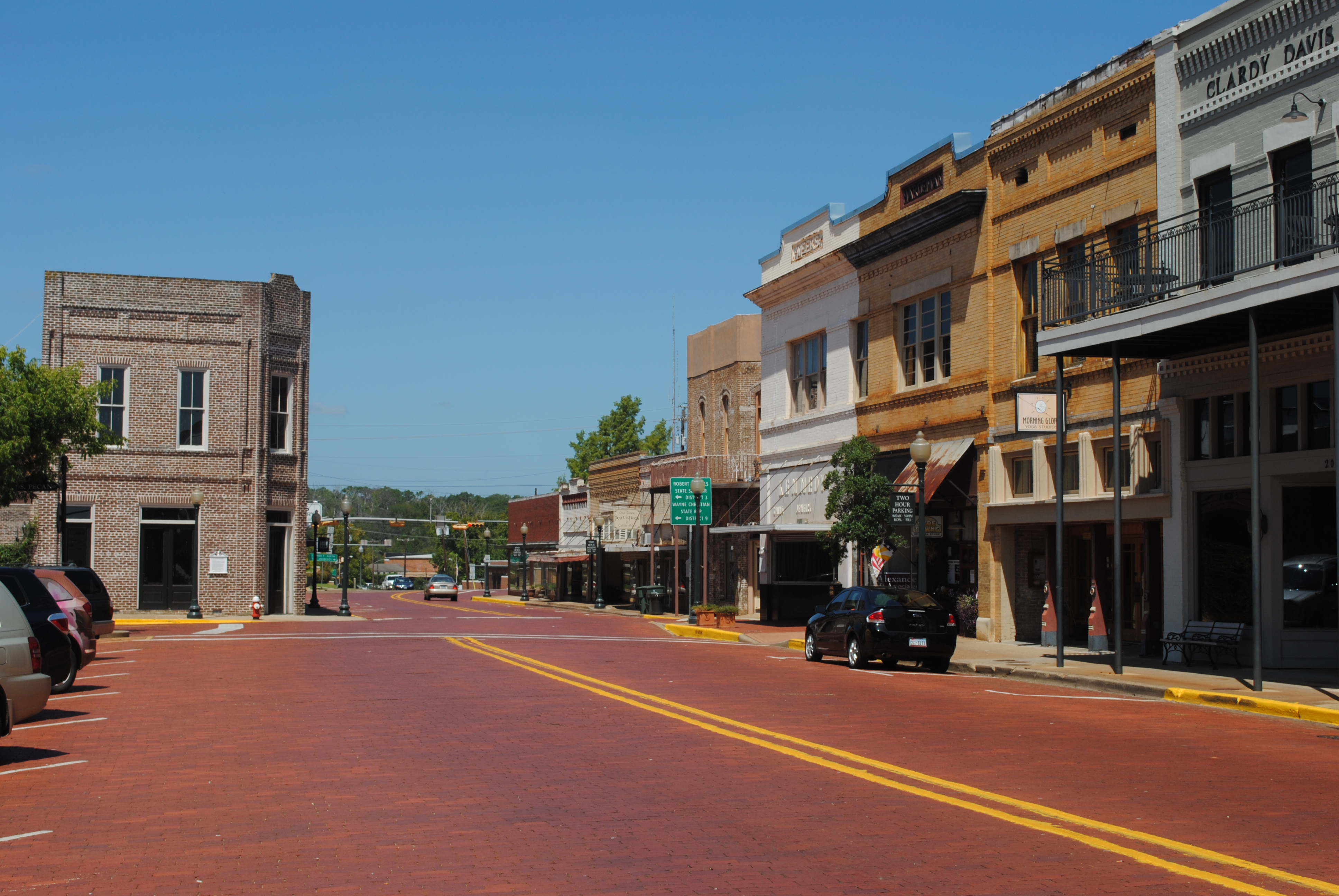
歴史地区として国家歴史登録財に登録されているナカドーチェス市中心部

2005年9月24日、メキシコ湾岸のテキサス・ルイジアナ州境付近に上陸したハリケーン・リタが北上し、カテゴリー1に勢力を落としてはいたものの、ナカドーチェスを通過した。州交通局によってヒューストンやその都市圏からの避難路に指定された、ナカドーチェスを通る国道59号線は渋滞し、また市内の避難所は1ヶ月前にハリケーン・カトリーナによりニューオーリンズから避難してきた人で既にいっぱいになっていた。ガソリンスタンドには長蛇の列ができ、生活必需品や食料品、燃料が広範囲にわたって不足した。
2008年には、市中心部がナカドーチェス・ダウンタウン歴史地区として国家歴史登録財に登録された。

## 地理
ナカドーチェスは北緯31度36分14秒 西経94度39分22秒 / 北緯31.60389度 西経94.65611度に位置する。市はテキサス州東部に位置し、ヒューストンから北北東へ約225km、ダラス・フォートワースから南東へ約290km、ルイジアナ州シュリーブポートから南西へ約145kmである。自然地理学的見地からは、ナカドーチェスはメキシコ湾岸平原内陸に位置する。市の標高は91mである。
アメリカ合衆国国勢調査局によると、ナカドーチェス市は総面積69.96km2（27.01mi2）である。そのうち69.70km2（26.91mi2）が陸地で0.26km2（0.10mi2）が水域である。総面積の0.37%が水域となっている。

### 気候
ナカドーチェスの気候は、ヒューストンほどではないものの、蒸し暑い夏と温暖な冬に特徴付けられる、亜熱帯性に近い気候である。最も暑い7月の最高気温の平均は約34℃に達し、最低気温は平均22℃、平均気温は約28℃である。最も寒い1月の平均気温は9℃、最低気温も平均は3℃ほどであり、日中は15℃程度まで上がる。降水量は晩夏から秋、8月から10月にかけてはやや少なく、月間60-80mm程度、その他の月は月間90-130mm程度である。年間降水量は1,190mm程度である。冬季の降雪はまれである。ケッペンの気候区分では、ナカドーチェスは南部に広く分布する、温暖湿潤気候（Cfa）に属する。
|               | 1月   | 2月  | 3月  | 4月   | 5月   | 6月  | 7月  | 8月  | 9月  | 10月 | 11月  | 12月  | 年      |
| ------------- | ----- | ---- | ---- | ----- | ----- | ---- | ---- | ---- | ---- | ---- | ----- | ----- | ------- |
| 平均気温（℃） | 8.8   | 10.6 | 14.4 | 18.5  | 22.3  | 26.2 | 27.8 | 27.9 | 25.1 | 19.6 | 13.6  | 9.7   | 18.7    |
| 降水量（mm）  | 101.6 | 99.1 | 96.5 | 121.9 | 132.1 | 91.4 | 94.0 | 63.5 | 81.3 | 78.7 | 106.7 | 121.9 | 1,188.7 |

## 政治

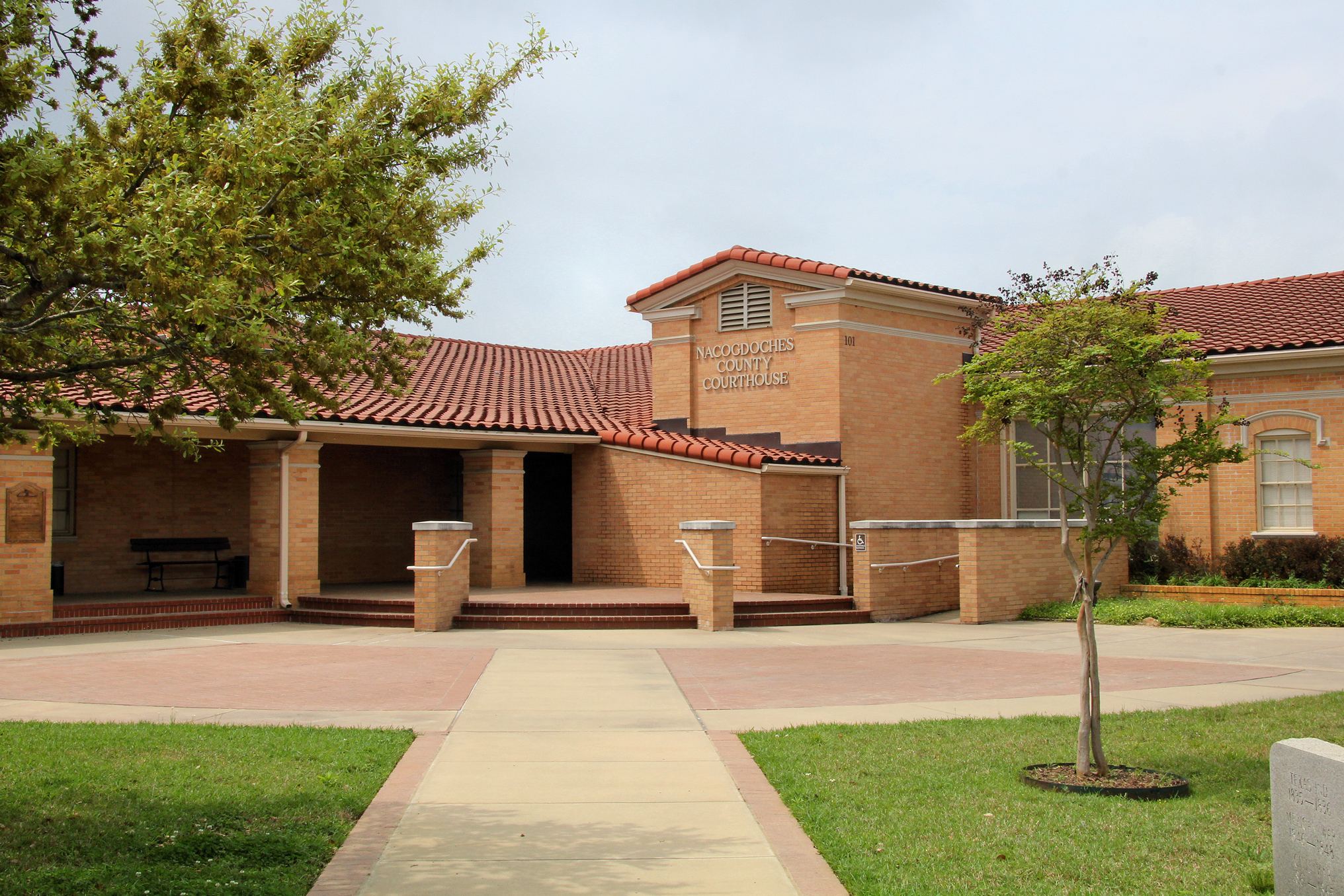
ナカドーチェス郡庁舎

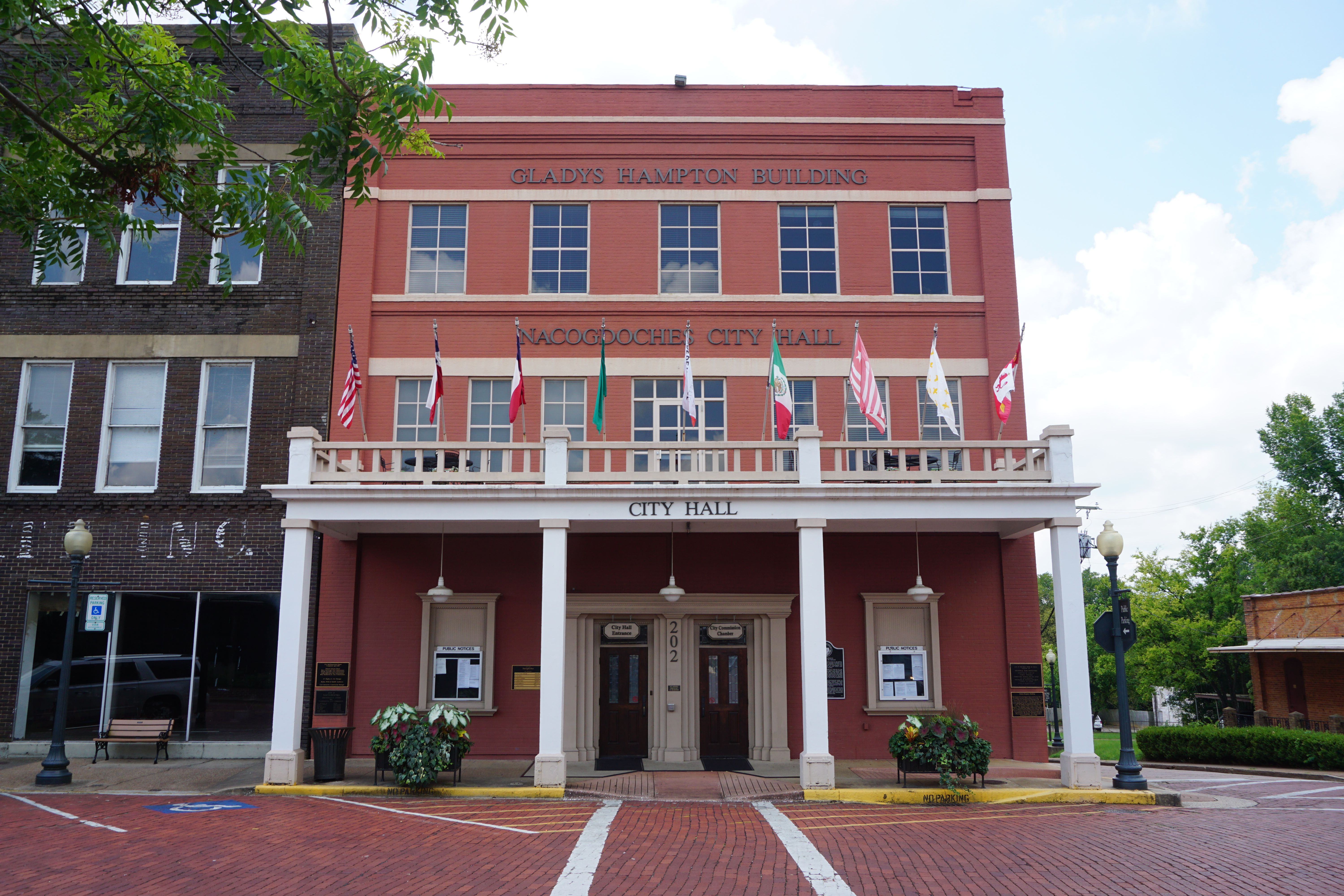
ナカドーチェス市庁舎

ナカドーチェスはシティー・マネージャー制を採っている。この制度の下、市の立法機関である市議会は、行政実務の最高責任者となるシティー・マネージャーを任命する。シティー・マネージャーは市の行政の最高責任者として、市長および市議会、市政府各局長、および市職員と協働し、市の政策の施行にあたる。シティー・マネージャーは市政府の日常業務および市の長期的視点での開発、予算の作成、市政府各局の人事・財務・管理に権限を有し、また責任を負う。市法務官のみはシティー・マネージャーと同様に市議会によって任命されるが、それ以外の市政府各局および官吏はシティー・マネージャーにより採用され、その指揮命令下に入る。
市議会はその長である市長、および4人の市議員から成っている。4人の市議員は市を北西・北東・南西・南東の4つに分けた小選挙区から1人ずつ選出される。
ナカドーチェスはかつては民主党が強い勢力を持っていたが、共和党優勢へと変わりつつある。スティーブン・F・オースティン州立大学の学生には中道から左派が多いのに対し、住民は保守的で中道から右派が多く、その両方が共存しているため、ナカドーチェスは市全体では中道となっている。

## 経済

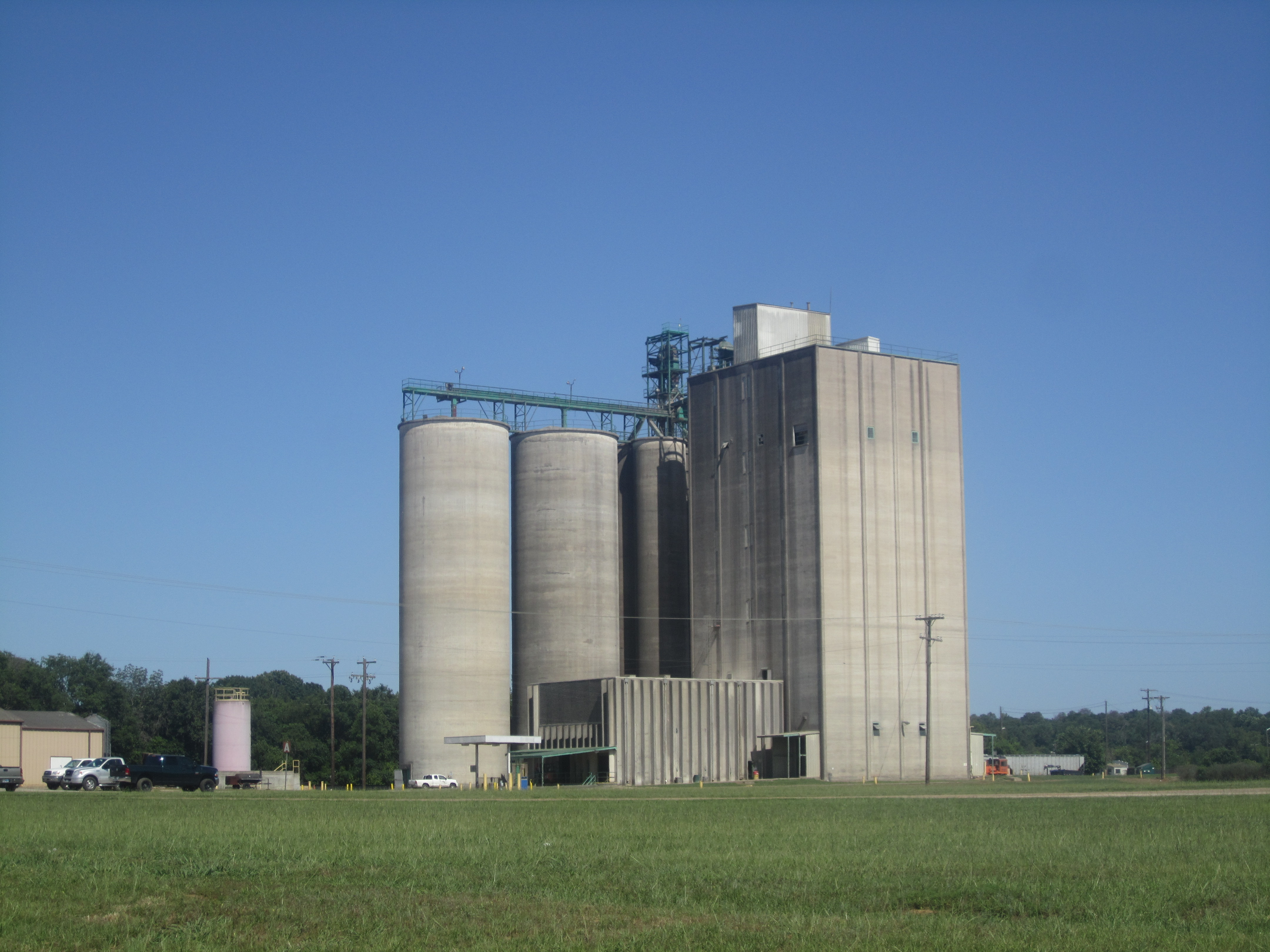
ピルグリムズのナカドーチェス工場

ナカドーチェスの地域経済はスティーブン・F・オースティン州立大学に大きく依存している。同学自体がナカドーチェス最大の雇用主であるのみならず、全米の他の多くの大学町と同様、ナカドーチェスの商店は客層としても、また従業員の供給源としても、同学の学生に大きく依存している。 同学がナカドーチェスに与える経済効果は3億ドルを超える。
他には、ナカドーチェスの主な産業としては畜産業（家禽・肉牛）、製材業、および製造業（機械等）が挙げられる。コールセンター業者のイーテック（Etech）はナカドーチェスに本社を置き、ダラスやジャマイカ、インドでも事業を展開している。また、全米最大の鶏精肉業者、ピルグリムズはナカドーチェスに工場を置いており、私企業としてはナカドーチェス最大の雇用主となっている。

## 交通
ナカドーチェスに最も近い商業空港はロングビューのダウンタウンから南へ約15kmに立地するイースト・テキサス地域空港（IATA: GGG）で、ナカドーチェスの中心部からは北へ約90km、車で1時間強である。この空港にはアメリカン航空によるダラス・フォートワースへの便が就航している。より就航便数の多い空港としては、シュリーブポートのシュリーブポート地域空港（IATA: SHV）が挙げられ、ナカドーチェスの中心部から車で約1時間40分で着くことができる。同空港にはデルタ航空・ユナイテッド航空・アメリカン航空の3大航空会社のほか、アレジアント・エアも就航している。ユナイテッド航空のハブ空港であるヒューストンのジョージ・ブッシュ・インターコンチネンタル空港（IATA: IAH）へは車で2時間強、またアメリカン航空最大のハブ空港であるダラス・フォートワース国際空港（IATA: DFW）へは車で約3時間15分で、それぞれ着くことができる。なお、市中心部から南西へ約5.5km、州道7号線沿いに立地するA・L・マンガム・ジュニア地域空港（IATA: OCH）は、ゼネラル・アビエーションと呼ばれる、自家用機やチャーター機の発着に専ら使われる空港である。また、この空港は空軍の民間補助組織である民間空中哨戒部隊（CAP）のテキサス航空団が本部を置いている。
ナカドーチェスには州間高速道路は通っていないが、ヒューストンへと通じ、ヒューストン都市圏内では州間高速道路I-69となる国道59号線が通っている。また、国道59号線は、ナカドーチェスから北へはマーシャルやテクサーカナへと至り、マーシャルでI-20に、またテクサーカナでI-30にそれぞれ接続する。
ナカドーチェスにはアムトラックの駅はない。グレイハウンドのバスストップは市の中心部から南西へ約4.5km離れた、サウス・ストリート沿いのガソリンスタンドに併設されている。このバスストップにはヒューストンとシュリーブポート・アーカンソー州テクサーカナを結ぶバスが停車する。
市内の公共交通機関としては、ブラゾス交通局がナカドーチェス市内を循環する、レッドおよびブルーの2系統の路線バスを運行している。

## 教育

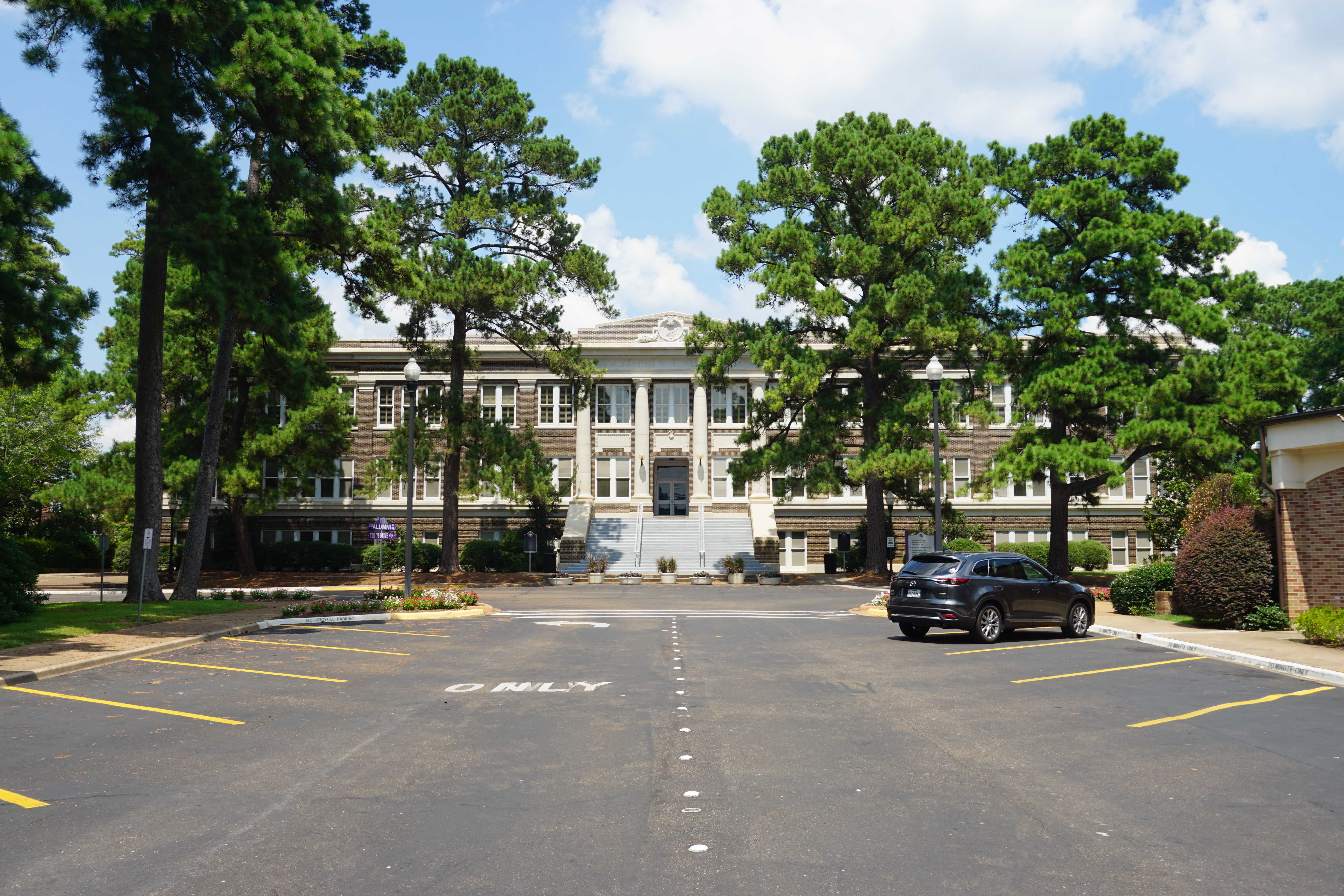
スティーブン・F・オースティン州立大学

スティーブン・F・オースティン州立大学は市中心部の北北東約2kmに417エーカー（1,690,000m2）のキャンパスを構えている。同学は1923年に創立した州立総合大学で、教養、経営、教育、芸術、森林・農学、理学の6学部を有し、学部で120以上、大学院修士課程で44、博士課程で3つの専攻プログラムを提供し、約13,000人の学生を抱えている。同学はテキサス州内の6つの州立大学システムのいずれにも属さない、4校の「独立系」州立大学のうちの1校である。また、同学のスポーツチーム、ランバージャックスはNCAAディビジョンI（フットボールはFCS/旧I-AA）に属するサウスランド・カンファレンスに所属し、男子6種目、女子9種目で競っている。スティーブン・F・オースティン州立大学は、USニューズ&ワールド・レポートの大学ランキングでは、西部の「地方区の大学」の中で75位前後という評価を受けている。
ナカドーチェスにおけるK-12課程は主にナカドーチェス独立学区の管轄下によって支えられている。同学区は小学校6校、中学校2校、高校2校、オルタナティブ教育校1校を有し、約6,500人の児童・生徒を抱えている。また、市域の一部は、周辺の5つの独立学区の管轄区域にかかっている。

## 文化と名所
スティーブン・F・オースティン州立大学は文化面でもナカドーチェスの中心である。1936年に同学のキャンパス内に建てられたオールド・ストーン・フォートのレプリカは博物館となっており、時期ごとのテーマに沿った歴史的な事物を展示している。また、同じく同学キャンパス内には、同学の森林・農学部の研究植物園でもあるルビー・M・マイズ・ツツジ園が立地する。8エーカー（32,400m2）の園内には、常緑・落葉あわせて550種以上のツツジをはじめ、約100種のツバキや200種以上のアジサイ等が栽培されている。

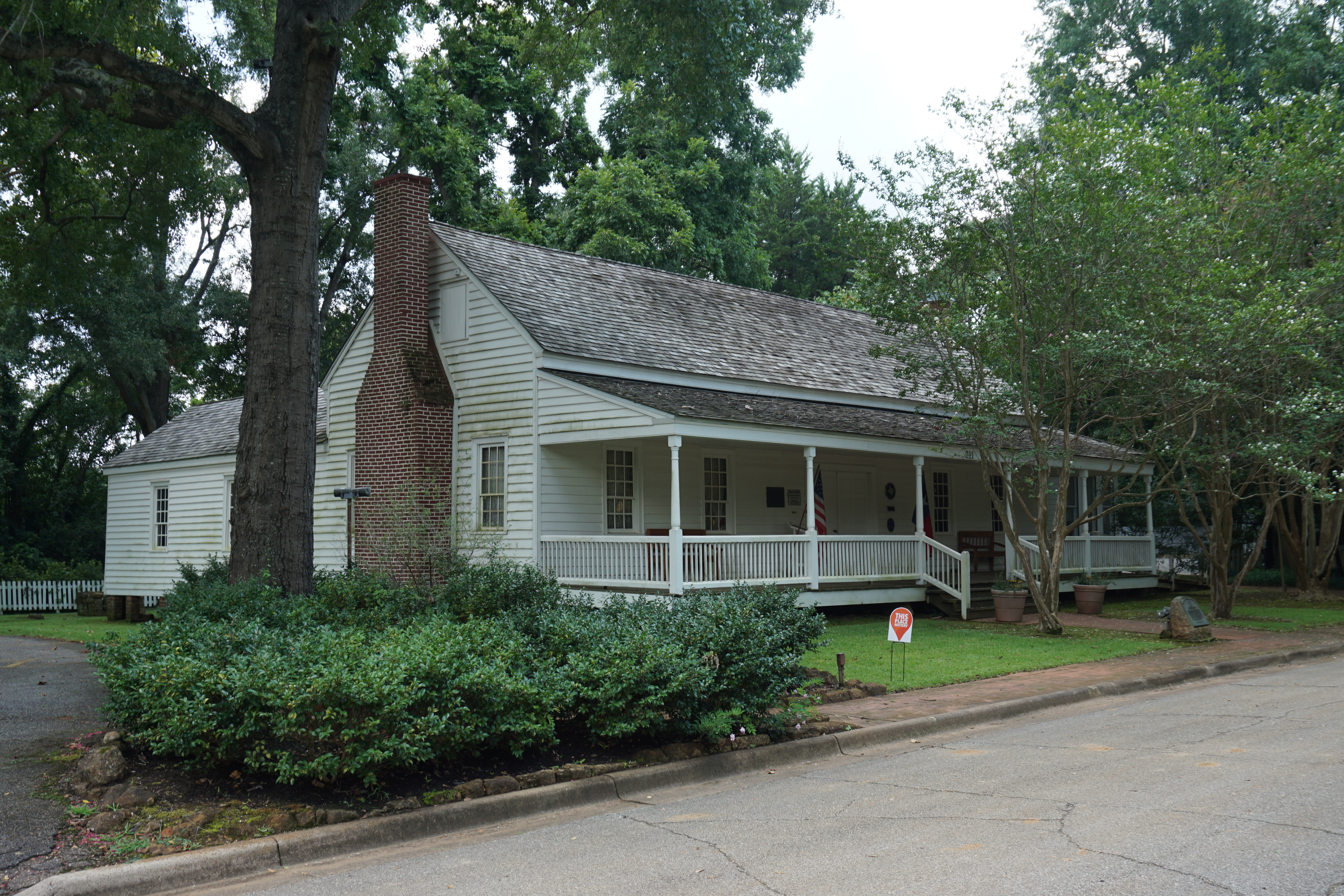
スターン・ホヤ邸博物館・図書館

市中心部のすぐ南東に広がるホヤ・パークの北端には、ストーン・ホヤ邸博物館・図書館が建っている。この邸宅は、地元の豪商で、テキサス独立戦争のリーダーでもあったアドルファス・スターンが、自らの住居とするために1830年に建てたもので、1869年までスターン家の、またその後1958年に市に寄贈されるまでホヤ家の住居であった。市に寄贈された後は、両家の家財道具等が保存された博物館、またテキサス州の史料を保存する図書館となっている。また、同館内には初期のテキサスにおけるワインセラーも展示物として保存されている。ストーン・ホヤ邸は1976年に単体で、また周辺も含めたスターン・ホヤ歴史地区は1992年に、それぞれ国家歴史登録財に登録されている。

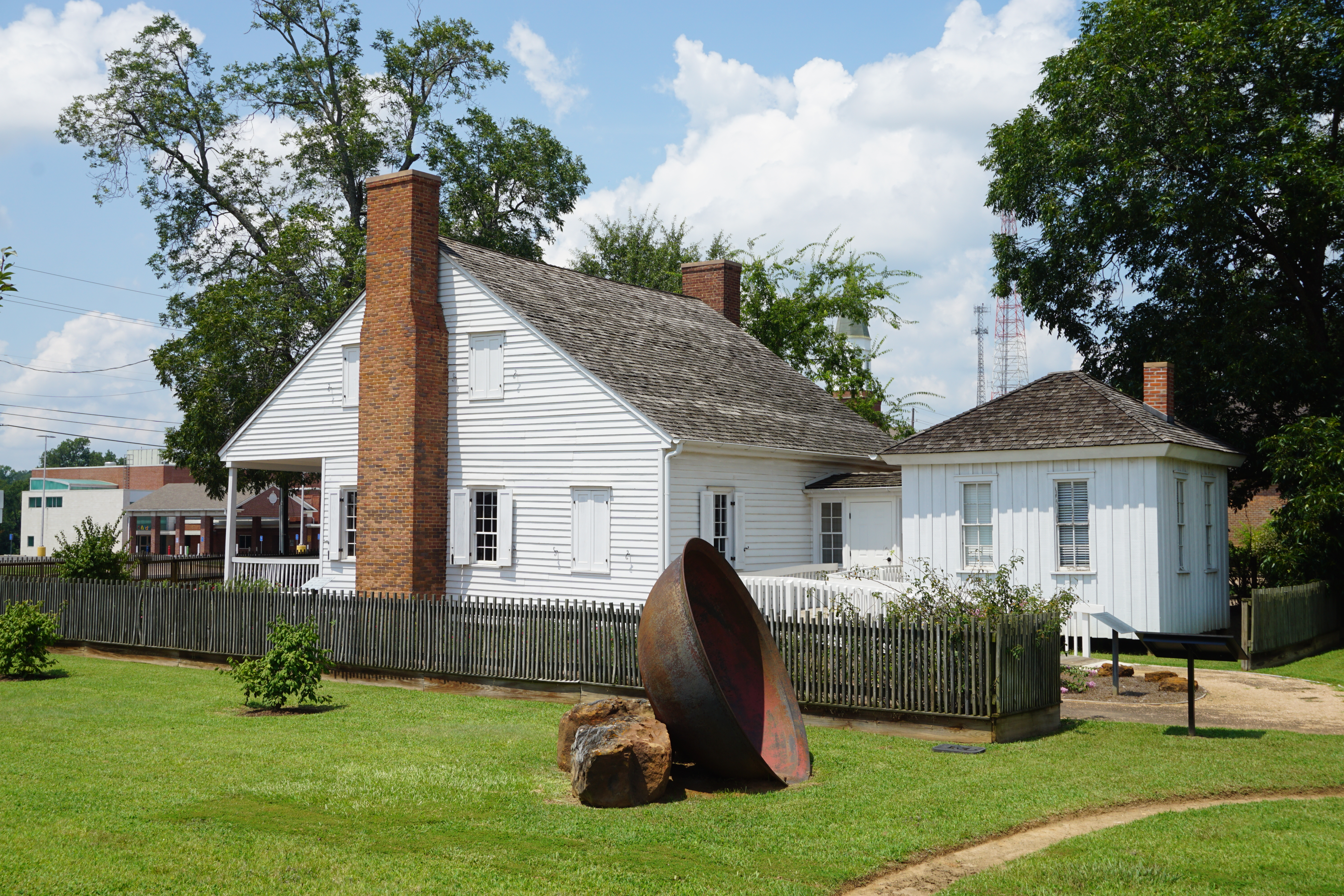
ダースト・テイラー邸

市中心部のノース・ストリート沿いにはダースト・テイラー邸が保存されている。この木造の家屋は1835年に建てられたもので、ナカドーチェスに現存するものとしては2番目に古い建物である。この家屋の敷地内には燻製場、鍛冶場、鶏舎、庭園、およびサトウキビ製糖場が保存され、家屋とともに博物館となっている。また、製糖場では毎年第2土曜日にオールド・ファッションド・スウィート・トゥース・シュガーケーンというイベントが開かれる。ダースト・テイラー邸は、2003年に国家歴史登録財に登録されている。
また、毎年6月には、ナカドーチェスの市中心部でテキサス・ブルーベリー・フェスティバルというイベントが開かれる。
1997年、シンガーソングライター・俳優のウィリー・ネルソンは、友人でマンドリン奏者のポール・バスカークと共に演奏するためにナカドーチェスを訪れ、その滞在中に市内のアンコール・スタジオズで、ジャズのカバーをいくつか録音した。この時に録音されたカバー曲は、後に2004年に発売されたカントリーのアルバム、「ナカドーチェス」に収録された。

## 人口推移
以下にナカドーチェス市における1850年から2010年までの人口推移をグラフおよび表で示す。
| 統計年 | 人口     |
| ------ | -------- |
| 1850年 | 468人    |
| 1860年 | 485人    |
| 1870年 | 500人    |
| 1880年 | 333人    |
| 1890年 | 1,138人  |
| 1900年 | 1,827人  |
| 1910年 | 3,369人  |
| 1920年 | 3,546人  |
| 1930年 | 5,687人  |
| 1940年 | 7,538人  |
| 1950年 | 12,327人 |
| 1960年 | 12,674人 |
| 1970年 | 22,544人 |
| 1980年 | 27,149人 |
| 1990年 | 30,872人 |
| 2000年 | 29,914人 |
| 2010年 | 32,996人 |

## 姉妹都市
ナカドーチェスは日本の鹿児島県奄美市と姉妹都市提携を結んでいる（1995年4月26日に旧名瀬市と提携）。

## 註
1. 1 2  History of Nacogdoches. City of Nacogdoches. 2018年4月24日閲覧.
2. 1 2  American FactFinder. U.S. Census Bureau. 2011年2月4日.
3. 1 2 3 4  Nacogdoches History. Nacogdoches Convention and Visitors Bureau. 2018年5月2日閲覧.
4. ↑  Nine Flags of Nacogdoches. Stephen F. Austin State University. 2018年5月2日閲覧.
5. ↑  Bolton, Herbet E. The Hasinais: Southern Caddoans As Seen by the Earliest Europeans. Norman: University of Oklahoma Press. 2002年. ISBN 978-0-8061-3441-3.
6. ↑  Nacogdoche Tribe. Access Genealogy. 2018年5月2日閲覧.
7. ↑  Los Adaes (アーカイブ). Louisiana Office of Tourism. 2011年8月16日取得. 2018年5月2日閲覧.
8. 1 2  Hobson, Archie. The Cambridge Gazetteer of the United States and Canada. p.430. Cambridge University Press. 1995年10月27日. ISBN 978-0521415798.
9. 1 2 3 4  TEXAS - Nacogdoches County. National Register of Historic Places. 2018年5月2日閲覧.
10. ↑  Blake, Robert Bruce. Nacogdoches University. Handbook of Texas Online. Texas State Historical Association. 2010年6月15日. 2018年5月2日閲覧.
11. ↑  History Exhibit. Nacogdoches Convention and Visitors Bureau. Nacogdoches, Texas.
12. ↑  First Lone Star Discovery. American Oil and Gas Historical Society. 2018年5月2日閲覧.
13. ↑  Bruton, Dan. The Space Shuttle Columbia. Department of Physics, Engineering, and Astronomy, Stephen F. Austin State University. 2003年2月1日. 2018年5月2日閲覧.
14. ↑  2005- Hurricane Rita. Hurricanes: Science and Society. University of Rhode Island. 2018年5月2日閲覧.
15. ↑  Physiographic Map of Texas. Bureau of Economic Geology, University of Texas at Austin. 1996年. 2018年4月26日閲覧.
16. 1 2  Historical Weather for Nacogdoches, Texas, United States of America. Weatherbase.com. 2018年4月24日閲覧.
17. ↑  City Mahager. City of Nacogoches. 2018年4月30日閲覧.
18. ↑  City Council, Ward Map. City of Nacogoches. 2018年4月30日閲覧.
19. 1 2  Nacogdoches County Comprehensive Annual Financial Report. p.156. Nacogdoches County. 2017年9月30日. 2018年5月1日閲覧.
20. ↑  Washington, Francesca. Nacogdoches businesses excited SFA students are back. Lufkin, Texas: KTRE. 2017年10月6日. 2018年5月1日閲覧.
21. ↑  Nacogdoches businesses feeling the crunch now that SFA students are on winter break. Lufkin, Texas: KTRE. 2012年12月21日. 2018年5月1日閲覧.
22. 1 2  Nacogdoches Economy. Nacogdoches County Chamber of Commerce. 2018年5月1日閲覧.
23. ↑  Our Centers. Etech. 2018年5月1日閲覧.
24. ↑  About Us. Pilgrim's. 2018年5月1日閲覧.
25. ↑  East Texas Rgn'l. (Form 5010) Airport Master Record. Federal Aviation Administration. 2018年4月26日. 2018年5月2日閲覧.
26. ↑  Airline Service. Shreveport Regional Airport. 2018年5月2日閲覧.
27. ↑  Nacogdoches A.L. Mangham Jr. Rgn'l. (Form 5010) Airport Master Record. Federal Aviation Administration. 2018年4月26日. 2018年5月2日閲覧.
28. ↑  About Us. Texas Wing, Civil Air Patrol. 2018年5月2日閲覧.
29. ↑  Sunshine. Greyhound. 2018年5月2日閲覧.
30. ↑  Nacogdoches Fixed Routes, Route Map. Brazos Transit District. 2018年3月. 2018年5月2日閲覧.
31. 1 2  About SFA. Stephen F. Austin State University. 2018年5月3日閲覧.
32. ↑  Academics. Stephen F. Austin State University. 2018年5月3日閲覧.
33. ↑  Arts and Athletics, Athletics Home. Stephen F. Austin State University. 2018年5月3日閲覧.
34. ↑  Best Colleges 2018: Regional Universities West Rankings. U.S. News & World Report. 2017年. 2018年5月3日閲覧.
2018年版（2017年発行）では73位であった。
35. ↑  Schools. Nacogdoches Independent School District. 2018年5月3日閲覧.
36. ↑  Inside NISD. Nacogdoches Independent School District. 2018年5月3日閲覧.
37. ↑  The Stone Fort Museum, About the Stone Fort. Stephen F. Austin State University. 2018年5月5日閲覧.
38. ↑  Ruby M. Mize Azalea Garden. Arthur Temple College of Forestry and Agriculture, Stephen F. Austin State University. 2018年5月5日閲覧.
39. ↑  Sterne-Hoya House Museum and Library. City of Nacogdoches. 2018年5月5日閲覧.
40. ↑  Durst-Taylor Historic House and Gardens. City of Nacogdoches. 2018年5月5日閲覧.
41. ↑  Overview. Texas Blueberry Festival. 2018年5月5日閲覧.
42. ↑  Gibson, Campbell. Population of the 100 Largest Cities and Other Urban Places in the United States: 1790 to 1990. US Census Bureau. 2005年.
43. ↑  Japan city, Nacogdoches have strong relationship after 10-year agreement. Daily Sentinel. Nacogdoches, Texas. 2005年4月27日. 2018年4月24日閲覧.
44. ↑  姉妹都市・友好都市. 奄美市. 2018年4月24日閲覧.